# Résultats électoraux de Hochelaga-Maisonneuve
Les résultats électoraux de Hochelaga-Maisonneuve, depuis la création de la circonscription  en 1988, sont inscrits dans les tableaux ci-dessous
| Aller aux résultats d'une élection                                  |
| ------------------------------------------------------------------- |
| 1989 • 1994 • 1998 • 2003 • 2007 • 2008 • 2012 • 2014 • 2018 • 2022 |

## Évolution pour les principaux partis
| |
| - Parti québécois - Parti libéral - Action démocratique (ancien) - Québec solidaire - Coalition avenir - Parti conservateur |

## Résultats détaillés
|                                                                                               | Nom                        | Parti              | Nombre de voix | %      | Maj.  |
| --------------------------------------------------------------------------------------------- | -------------------------- | ------------------ | -------------- | ------ | ----- |
|                                                                                               | Alexandre Leduc (sortante) | Québec solidaire   | 12 784         | 50,8 % | 8 056 |
|                                                                                               | Rebecca McCann             | Coalition avenir   | 4 728          | 18,8 % | -     |
|                                                                                               | Stephan Fogaing            | Parti québécois    | 4 015          | 16 %   | -     |
|                                                                                               | Line Flore Tchetmi         | Libéral            | 1 957          | 7,8 %  | -     |
|                                                                                               | Louise Poudrier            | Conservateur       | 1 161          | 4,6 %  | -     |
|                                                                                               | Wejden Chouchene           | Vert               | 337            | 1,3 %  | -     |
|                                                                                               | James Strayer              | Climat Québec      | 84             | 0,3 %  | -     |
|                                                                                               | Christine Dandenault       | Marxiste-léniniste | 78             | 0,3 %  | -     |
| Total                                                                                         | Total                      | Total              | 25 144         | 100 %  |       |
| Le taux de participation lors de l'élection était de 62,6 % et 319 bulletins ont été rejetés. |                            |                    |                |        |       |

|                                                                                               | Nom                       | Parti               | Nombre de voix | %      | Maj.  |
| --------------------------------------------------------------------------------------------- | ------------------------- | ------------------- | -------------- | ------ | ----- |
|                                                                                               | Alexandre Leduc           | Québec solidaire    | 13 389         | 50 %   | 7 079 |
|                                                                                               | Carole Poirier (sortante) | Parti québécois     | 6 310          | 23,6 % | -     |
|                                                                                               | Sarah Beaumier            | Coalition avenir    | 3 447          | 12,9 % | -     |
|                                                                                               | Julien Provencher-Proulx  | Libéral             | 2 766          | 10,3 % | -     |
|                                                                                               | Eric-Abel Baland          | NPD Québec          | 337            | 1,3 %  | -     |
|                                                                                               | Etienne Mallette          | Bloc pot            | 170            | 0,6 %  | -     |
|                                                                                               | Mathieu Beaudoin          | Conservateur        | 164            | 0,6 %  | -     |
|                                                                                               | Gabriel Boily             | Citoyens au pouvoir | 117            | 0,4 %  | -     |
|                                                                                               | Christine Dandenault      | Marxiste-léniniste  | 52             | 0,2 %  | -     |
| Total                                                                                         | Total                     | Total               | 26 752         | 100 %  |       |
| Le taux de participation lors de l'élection était de 63,4 % et 467 bulletins ont été rejetés. |                           |                     |                |        |       |

|                                                                                               | Nom                       | Parti              | Nombre de voix | %      | Maj.  |
| --------------------------------------------------------------------------------------------- | ------------------------- | ------------------ | -------------- | ------ | ----- |
|                                                                                               | Carole Poirier (sortante) | Parti québécois    | 9 038          | 34,9 % | 1 112 |
|                                                                                               | Alexandre Leduc           | Québec solidaire   | 7 926          | 30,6 % | -     |
|                                                                                               | David Provencher          | Libéral            | 4 675          | 18 %   | -     |
|                                                                                               | Brendan Walsh             | Coalition avenir   | 3 097          | 11,9 % | -     |
|                                                                                               | Malcolm Lewis-Richmond    | Vert               | 352            | 1,4 %  | -     |
|                                                                                               | Simon Marchand            | Option nationale   | 316            | 1,2 %  | -     |
|                                                                                               | Justin Canning            | Parti nul          | 278            | 1,1 %  | -     |
|                                                                                               | Etienne Mallette          | Bloc pot           | 182            | 0,7 %  | -     |
|                                                                                               | Christine Dandenault      | Marxiste-léniniste | 61             | 0,2 %  | -     |
| Total                                                                                         | Total                     | Total              | 25 925         | 100 %  |       |
| Le taux de participation lors de l'élection était de 63,7 % et 447 bulletins ont été rejetés. |                           |                    |                |        |       |

|                                                                                               | Nom                       | Parti                        | Nombre de voix | %      | Maj.  |
| --------------------------------------------------------------------------------------------- | ------------------------- | ---------------------------- | -------------- | ------ | ----- |
|                                                                                               | Carole Poirier (sortante) | Parti québécois              | 12 754         | 45,1 % | 6 053 |
|                                                                                               | Alexandre Leduc           | Québec solidaire             | 6 701          | 23,7 % | -     |
|                                                                                               | David Monette             | Coalition avenir             | 3 564          | 12,6 % | -     |
|                                                                                               | Alexandre Farley          | Libéral                      | 3 262          | 11,5 % | -     |
|                                                                                               | André Lamy                | Option nationale             | 1 116          | 3,9 %  | -     |
|                                                                                               | Nicholas Kulak            | Vert                         | 453            | 1,6 %  | -     |
|                                                                                               | Denis Poulin              | Parti nul                    | 162            | 0,6 %  | -     |
|                                                                                               | Jean-François Jetté       | Coalition constituante       | 145            | 0,5 %  | -     |
|                                                                                               | Christine Dandenault      | Marxiste-léniniste           | 84             | 0,3 %  | -     |
|                                                                                               | Serge Provost             | Parti indépendantiste (2008) | 40             | 0,1 %  | -     |
| Total                                                                                         | Total                     | Total                        | 28 281         | 100 %  |       |
| Le taux de participation lors de l'élection était de 70,1 % et 385 bulletins ont été rejetés. |                           |                              |                |        |       |

|                                                                                               | Nom                  | Parti               | Nombre de voix | %      | Maj.  |
| --------------------------------------------------------------------------------------------- | -------------------- | ------------------- | -------------- | ------ | ----- |
|                                                                                               | Carole Poirier       | Parti québécois     | 10 530         | 54,3 % | 6 415 |
|                                                                                               | Julie Tremblay       | Libéral             | 4 115          | 21,2 % | -     |
|                                                                                               | Serge Mongeau        | Québec solidaire    | 2 508          | 12,9 % | -     |
|                                                                                               | Jean-Lévy Champagne  | Action démocratique | 1 303          | 6,7 %  | -     |
|                                                                                               | Sylvie Woods         | Vert                | 817            | 4,2 %  | -     |
|                                                                                               | Christine Dandenault | Marxiste-léniniste  | 117            | 0,6 %  | -     |
| Total                                                                                         | Total                | Total               | 19 390         | 100 %  |       |
| Le taux de participation lors de l'élection était de 47,8 % et 317 bulletins ont été rejetés. |                      |                     |                |        |       |

|                                                                                               | Nom                     | Parti               | Nombre de voix | %      | Maj.  |
| --------------------------------------------------------------------------------------------- | ----------------------- | ------------------- | -------------- | ------ | ----- |
|                                                                                               | Louise Harel (sortante) | Parti québécois     | 13 012         | 52,7 % | 9 176 |
|                                                                                               | Marie-Chantal Pelletier | Action démocratique | 3 836          | 15,5 % | -     |
|                                                                                               | Vahid Vidah-Fortin      | Libéral             | 3 347          | 13,6 % | -     |
|                                                                                               | Gabriel Chevrefils      | Québec solidaire    | 2 388          | 9,7 %  | -     |
|                                                                                               | Geneviève Guérin        | Vert                | 1 749          | 7,1 %  | -     |
|                                                                                               | Starbuck Leroidurock    | Bloc pot            | 193            | 0,8 %  | -     |
|                                                                                               | Daniel Laforest         | Indépendant         | 97             | 0,4 %  | -     |
|                                                                                               | Christine Dandenault    | Marxiste-léniniste  | 63             | 0,3 %  | -     |
| Total                                                                                         | Total                   | Total               | 24 685         | 100 %  |       |
| Le taux de participation lors de l'élection était de 62,2 % et 355 bulletins ont été rejetés. |                         |                     |                |        |       |

|       | Nom                     | Parti                 | Nombre de voix | %      | Maj.  |
| ----- | ----------------------- | --------------------- | -------------- | ------ | ----- |
|       | Louise Harel (sortante) | Parti québécois       | 13 138         | 55,8 % | 6 928 |
|       | Richer Dompierre        | Libéral               | 6 210          | 26,4 % | -     |
|       | Louise Blackburn        | Action démocratique   | 2 449          | 10,4 % | -     |
|       | Lise Alarie             | UFP                   | 788            | 3,3 %  | -     |
|       | Alex Néron              | Bloc pot              | 476            | 2 %    | -     |
|       | Daniel Breton           | Vert                  | 367            | 1,6 %  | -     |
|       | Christine Dandenault    | Marxiste-léniniste    | 79             | 0,3 %  | -     |
|       | Mario Richard           | Démocratie chrétienne | 52             | 0,2 %  | -     |
| Total | Total                   | Total                 | 23 559         | 100 %  |       |

|                                                                                             | Nom                     | Parti                 | Nombre de voix | %      | Maj.  |
| ------------------------------------------------------------------------------------------- | ----------------------- | --------------------- | -------------- | ------ | ----- |
|                                                                                             | Louise Harel (sortante) | Parti québécois       | 12 922         | 60,6 % | 7 478 |
|                                                                                             | Andrée Trudel           | Libéral               | 5 444          | 25,5 % | -     |
|                                                                                             | Jean-Louis Lalonde      | Action démocratique   | 2 454          | 11,5 % | -     |
|                                                                                             | Félix Lapan             | Démocratie socialiste | 292            | 1,4 %  | -     |
|                                                                                             | Christine Dandenault    | Marxiste-léniniste    | 133            | 0,6 %  | -     |
|                                                                                             | Robert Aubin            | Communiste            | 75             | 0,4 %  | -     |
| Total                                                                                       | Total                   | Total                 | 21 320         | 100 %  |       |
| Le taux de participation lors de l'élection était de 68 % et 345 bulletins ont été rejetés. |                         |                       |                |        |       |

|                                                                                              | Nom                     | Parti                  | Nombre de voix | %      | Maj.  |
| -------------------------------------------------------------------------------------------- | ----------------------- | ---------------------- | -------------- | ------ | ----- |
|                                                                                              | Louise Harel (sortante) | Parti québécois        | 14 858         | 64,8 % | 8 819 |
|                                                                                              | Eric Taillefer          | Libéral                | 6 039          | 26,3 % | -     |
|                                                                                              | Michèle Piché           | Action démocratique    | 1 249          | 5,4 %  | -     |
|                                                                                              | Hugues Tremblay         | NPD Québec             | 392            | 1,7 %  | -     |
|                                                                                              | Richard Lauzon          | Loi naturelle          | 190            | 0,8 %  | -     |
|                                                                                              | Marc Boyer              | Souveraineté du Québec | 127            | 0,6 %  | -     |
|                                                                                              | Christine Dandenault    | Marxiste-léniniste     | 82             | 0,4 %  | -     |
| Total                                                                                        | Total                   | Total                  | 22 937         | 100 %  |       |
| Le taux de participation lors de l'élection était de 100 % et 545 bulletins ont été rejetés. |                         |                        |                |        |       |

|                                                                                               | Nom                   | Parti                        | Nombre de voix | %      | Maj.  |
| --------------------------------------------------------------------------------------------- | --------------------- | ---------------------------- | -------------- | ------ | ----- |
|                                                                                               | Louise Harel          | Parti québécois              | 14 639         | 63,5 % | 7 890 |
|                                                                                               | Yvon Lewis            | Libéral                      | 6 749          | 29,3 % | -     |
|                                                                                               | Jean-Pierre Bonenfant | Vert                         | 685            | 3 %    | -     |
|                                                                                               | Jocelyne Dupuis       | NPD Québec                   | 326            | 1,4 %  | -     |
|                                                                                               | Ginette St-Amour      | Travailleurs                 | 144            | 0,6 %  | -     |
|                                                                                               | Suzanne Ethier        | Progressiste conservateur    | 141            | 0,6 %  | -     |
|                                                                                               | Michel Larocque       | Parti indépendantiste (2008) | 138            | 0,6 %  | -     |
|                                                                                               | Keith Meadowcroft     | Indépendant                  | 114            | 0,5 %  | -     |
|                                                                                               | Christiane Robidoux   | Marxiste-léniniste           | 60             | 0,3 %  | -     |
|                                                                                               | Daniel Ricard         | République du Canada         | 56             | 0,2 %  | -     |
| Total                                                                                         | Total                 | Total                        | 23 052         | 100 %  |       |
| Le taux de participation lors de l'élection était de 68,7 % et 548 bulletins ont été rejetés. |                       |                              |                |        |       |